# Ljubka
Ljubka (russisk: Любка) er en russisk spillefilm fra 2009 af Stanislav Mitin.

## Medvirkende
- Jelena Lyadova som Ljubka
- Anastasija Gorodentseva som Irina Mikhajlovna
- Natalja Tjernjavskaja som Faina Semjonovna
- Aleksandr Sirin som Fjdor Nikolaevitj
- Artjom Artemjev